# 율원군
율원군 이종(栗元君 李倧, 1433년 ~ 1476년 1월 17일)은 조선 중기의 왕족, 문신으로 효령대군의 손자이자 보성군(효령대군의 3남)의 차남이다. 이름은 종(倧)이요 자는 유안(幼安), 시호는 양경(襄頃), 양환(襄桓)이다. 1467년(세조 13) 특명으로 부원수(副元帥)에 책봉되고, 적개공신으로 군에 승작되고 정의대부(正義)가 되었다.
문무(文武)에 능하여 세조 12년 장용대장 대호군(壯勇大將大護軍)으로 평안도에 있을 때 총통도장(銃筒都將)으로 토벌대의 한사람에 임명되어 총통군(銃筒軍) 1,350명을 거느리고 도총사(都摠使) 귀성군 이준(龜城君李浚)을 도와 이시애의 난을 평정하는데 큰 공을 세웠다. 세종 15년(1433년)에 태어나 성종 7년(1476년) 향년 44세에 병사하였다.

## 생애

### 생애 초반
1433년(세종 15)에 태어났으나 생일은 미상이다. 할아버지는 효령대군 보(孝寧大君 補)이고, 아버지는 보성군 합(寶城君 㝓)이고, 어머니는 청풍군부인 합천 이씨(淸風郡夫人 陜川李氏)로 광록시소경(光祿寺少卿)을 지낸 이무창(李茂昌)의 딸이다.
그는 어려서부터 글읽기를 좋아하고 말타고 활쏘기를 즐겨하여 종실의 촉망을 받았다. 이후로도 그는 글 읽기를 좋아했고 또 활쏘기를 잘하였다. 1447년(세종 39) 처음 광성대부 율원령(光成大夫 栗元令)에 책봉되고 뒤에 율원정으로 승작되었다.
1457년(세조 3) 보신부정(保信副正)이 되고, 1460년(세조 6) 10월 세조가 정의왕후 등과 함께 황해도(黃海道), 평안도(平安道)를 순행(巡幸)할 때 세자 장이 어가를 호위하고 임영대군 이구(臨瀛大君 李璆), 영응대군 이염(永膺大君 李琰), 계양군 이증(桂陽君李璔), 익현군 이관(翼峴君 李璭), 순성군 이애(順城君 李𧪚), 보성경 이합(寶城卿 李㝓), 영순군 이부(永順君 李溥), 귀성군 이준(龜城君 李逡) 등과 함께 호종(扈從)하였다. 1460년(세조 6) 세조가 친히 주관한 경서(經書) 시험에 합격하여 창선 대부(彰善大夫)를 가자되었다. 이어 세조가 종친 중에 학식과 무예가 출중한 사람을 뽑아 진종(陳宗)과 사종(射宗)을 삼을 때 입선하였다. 그는 늘 무예를 연마하여 능력을 인정받아, 세조가 군사를 사열할 때는 구성군 준과 함께 대장으로 임명되었다.

### 변방 방어, 이시애의 난 격퇴
1461년 율원부령(栗元副令)이 되고 1461년 세조의 어가가 녹양평에 거둥하여 사냥할 때 양녕대군, 임영대군, 영응대군 등과 함께 어가를 호위하였다. 1462년(세조 8) 율원령이 되고, 이 해 10월 세조가 강무(講武)를 할 때 사자위장(獅子衛將)에 임명되었다. 1463년(세조 9) 율원부정(栗元副正)이 되었다가 그해 8월 3일 세조가 이 서교(西郊)에 거둥하여 사냥할 때 세조를 호위하였고, 바로 공현위장(控弦衛將)에 임명되었다.
여진족이 평안도(平安道) 지역에 자주 침범하여 백성들의 인명을 살상하고 재산을 약탈하자, 그해 세조가 평안도는 경계가 야인(野人)과 인접해있는데다가 방산진(方山鎭)은 곧 그 요충지(要衝地)라서 특별히 그를 명선 대부(明善大夫)를 가자(加資)해주고 가서 지키게 하였다. 그해 10월 22일 세조의 왕명으로 민발(閔發), 박수장(朴壽長) 등과 함께 평안도(平安道)에 가서 오랑캐를 정벌하는 한명회를 지원하고, 한명회의 휘하로 출정하라는 명을 받고 10월 25일 행 첨지중추원사(行僉知中樞院事) 민발, 행 호군(行護軍) 조계종(趙繼宗), 행 대호군(行大護軍) 박수장 등과 함께 군관(軍官) 1, 2인을 거느리고 평안도로 가 여진족과 교전하였다. 이후 그는 방산진을 지키면서 야인의 침입을 근절시키는 데 많은 공을 세웠다.
1466년(세조 12) 율원도정(栗元都正), 1467년(세조 13) 율원정으로 강작되었다가 이 해 5월 장용대장(壯勇隊將) 대호군에 임명되고, 이시애의 난이 발생하자 7월 2일 그는 경회루 아래에 모든 재상과 승지들을 불러 병사(兵事)를 의논하는 자리에 소환, 바로 율원도정으로 총통도장(銃筒都將)에 겸임되었다. 같은 날 세조의 명으로 귀성군 이준, 강순 등과 함께 이시애군 토벌에 출정하였다. 7월 17일에는 각 군별 임무를 편성할 때 총통군(銃筒軍) 6백 명을 거느리고 이시애군과 교전하였다. 8월 20일 회군하여 도총사 이하 장수들을 포상할 때 채단(綵段) 2표리(表裏)를 하사받았다. 1467년(세조 13) 특명으로 부원수(副元帥)에 책봉되었다.

### 공신 책록과 최후
1467년(세조 13) 9월 3일 남도 절도사(南道節度使), 그해 9월 20일 도총사 귀성군 이하 관원들을 포상할 때, 삼등 공신(三等功臣)으로 녹훈되고, 공신호(號)는 적개 공신(敵愾功臣)에 책록되었으며 전토(田土)와 노비를 하사받고, 중의대부 율원군(中義大夫 栗元君)으로 승작되었다. 9월 20일 함길남도 병마절도사(咸吉南道兵馬節度使) 율원군(栗元君)에 임명되고 단서철권(丹書鐵券)이 내려졌다.
그가 임지에서 병을 얻었다는 주달(奏達)을 접하였다. 이 해 12월 10일 병으로 체직을 청하자 세조는 후임자로 당시 승정원도승지 권맹희(權孟禧)를 천거했으나, 후임자로 천거된 권맹희가 자신의 아버지의 병을 이유로 부임을 거부하므로 계속 함길남도 병마절도사를 맡아보았다. 12월 11일 세조가 친히 약물을 하사하여 12월 15일 내의(內醫) 차득참(車得馬+參)의 편에 보내 약을 주고, 진료를 받게 했다. 그러나 병이 깊어 1468년(세조 14) 병으로 소환, 다시 내직으로 돌아와 정의대부 율원군에 임명되었다. 그는 성질이 침착하고 진득하여 일을 만나면 세밀히 살피고 다른 사람을 대접할 때는 겸손하고 공손하였다 한다. 1476년(성종 7) 1월 18일에 병으로 사망하였다.

### 사후
그의 부음소식이 알려지자 성종은 조회(朝會)를 폐하였으며 관원을 보내 치제하고 장사(葬事)를 지원하였다. 바로 양경(襄頃)이란 시호(諡號)를 내렸는데, 인사유공왈양 민이경신왈경(因事有功曰襄 敏以敬愼曰頃)으로, 일로 인하여 공(功)이 있는 것이 양(襄)이고, 민첩하여 경신(敬愼)하는 것이 경(頃)이라 하여 양경이라 하였다. 그런데 1900년대에 편찬된 세보에는 양환이라 되어, 후에 다시 내려진 시호로 추정된다.
묘소는 경기도 고양군 원당면 원당리(현, 경기도 고양시 덕양구 원당동) 왕릉골 곤좌(坤坐)에 있으며, 부인 무안현부인 동래정씨와 쌍분으로 되어 있다. 불천지위를 받아 사당은 부조묘(不조廟)가 되고, 재실 이름은 훗날 충의재(忠義齋)라 이름붙여졌다. 신도비문은 이수원(李壽源)이 찬하였다. 그의 사당 근처에는 후손들인 여양군 자겸, 전성군 대, 부윤 이즙의 묘역이 연이어 있고, 그밖에 판서 이량 등의 묘역이 그의 묘소 주변에 산재해 있다. 또한 전 공양왕릉도 그 근처에 있다.

## 가족
무안현부인 동래정씨와의 사이에 1남 1녀를 두니 여양군(呂陽君) 자겸(子謙)이 아들이고, 전성군(全城君)이 손자이며, 인순왕후가 외고손이 된다.
- 부인 : 무안현부인 동래정씨(? - ? 5월 9일), 병조판서 정이계(鄭而溪)의 딸
  - 아들: 여양군 이자겸
    - 손자:  전성군 이대
      - 증손녀: 완산부부인 이씨+ 심강
        - 증손녀의 딸:인순왕후 심씨

## 같이 보기
- 이시애의 난
- 이징옥의 난
- 이시애
- 이징옥
- 효령대군
- 보성군
- 이량
- 이정빈